# Фернан Лопіш
Ферна́н Ло́піш (порт. Fernão Lopes, між 1380 та 1390 — бл. 1460) — португальський писар, архівіст, хроніст, історик. Голова королівського архіву (1418—1454). Старший королівський хроніст (1434—1454). Походив з простолюду. Служив при королівських дворах Жуана I, Дуарте та Афонсу V. За заслуги перед короною удостоєний шляхетства та державного утримання (1433). Автор хронік про правління королів Педру I, Фернанду I і Жуана І. Один із перших представників критичного аналізу в португальській історіографії.

## Біографія
Народився у Лісабоні. Точний рік народження Лопіша невідомий. Немає свідчень щодо родини, молодих років та освіти майбутнього історика. 1418 року був відомий як переписувальник книг інфанта Дуарте, з 1419 року — короля Жуана I. Тоді ж призначається хранителем рукописів королівського архіву Торре де Томбу.
1421 року призначається особистим секретарем короля. 1431 року стає королівським нотаріусом. 1433 року отримує шляхетське звання.
1434 року ставший королем Дуарте наказав Лопішу скласти хроніку, що висвітлювала події сходження на трон Жуана I. Водночас Лопіш став збирати матеріали з історії правління представників Бургундської династії — Педру I й Фернанду I. Пізніше досліджував хроніки та аннали періоду перших португальських королів.
Зберіг свою посаду за регентства Педру Коїмбрського. 1449 року йде з посади королівського хроніста. Остання згадка про Фернана Лопіша датується 1459 роком. Помер близько 1460 року.

## Історія
Оригінали творів Лопіша не збереглися. З копій найбільш вагомим є «Хроніка короля Жуана I», «Хроніка Фернанду», «Хроніка Педру». Також деякі дослідники приписують Лопішу «Хроніку коннетабля Нуну Алвареша Перейри».
Лопіш подає не лише перелік подій, а й аналізує їх причини та наслідки. Водночас подає виклад монетної системи королівства, відтворює соціальні та економічні обставини життя містян. Хроніки відрізняються застосуванням історичного подходу, реалізмом, ясністю думку, критичністю до документів й джерел. Водночас гарно сприймається завдяки живому складу.
Творчість Фернана Лопіша вплинула на наступних португальських істориків — Гоміша Іаніша де Зурара, Руяде Піну, Даміана де Гойша, Жуана де Барруша.

## Праці
- Хроніка короля Фернанду

### Публікації праць
- Lopes, Fernão. Chronica del Rey D. Ioam I de Boa Memoria, e dos Reys de Portugal o Decimo, Primeira Parte, em Que se contem A Defensam do Reyno até ser eleito Rey & Segunda Parte, em que se continuam as guerras com Castella, desde o Principio de seu reinado ate as pazes Lisboa: Antonio Aluarez, 1644. V. 1, 2, 3.  [Архівовано 15 березня 2018 у Wayback Machine.]
- Lopes, Fernão. Cronica del rei dom Joham I. Lisboa. 1973.
- Lopes, Fernão. Chronica del Rey D. Pedro I deste nome, e dos reys de Portugal o oitavo cognominado o Justiceiro na forma em que a escereveo Fernão Lopes [Архівовано 8 серпня 2017 у Wayback Machine.]... / copiada fielmente do seu original antigo... pelo Padre Jozé Pereira Bayam.  — Lisboa Occidental: Na Offic. de Manoel Fernandes Costa, 1735.
- Lopes, Fernão. Crónica do Senhor Rei Dom Fernando, nono rei destes regnos. Porto: Livraria Civilização, 1966.